# 코드라이버

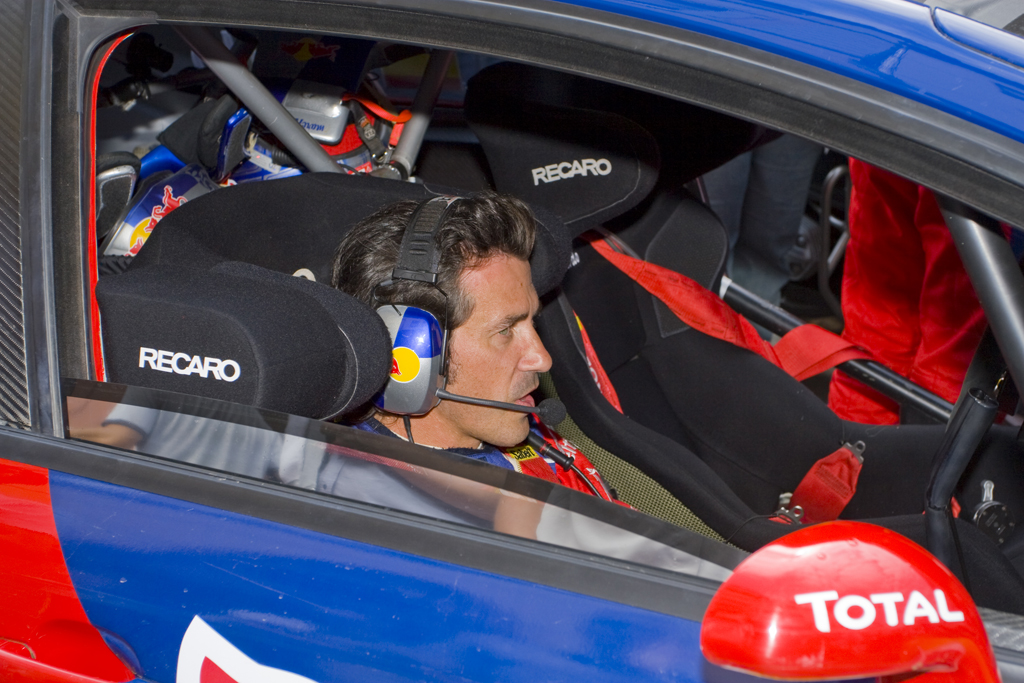
2008년 독일 랠리에서 다니 소르도 옆에 탑승한 코드라이버 마크 마르티

코드라이버(co-driver)는 랠리에서 랠리 차량의 조수석에 앉아 항법사 역할을 하는 선수를 의미한다. 페이스노트에 기록한 사항을 드라이버에게 읽어주어 전달하는 것이 주된 역할로, 스테이지에 발생한 사고나 사건을 전달하는 역할도 수행한다. 차량의 소음으로 인해 드라이버와 코드라이버의 소통은 주로 무선 헤드셋을 통해 이루어진다. 코드라이버의 역할은 세계 랠리 선수권 대회와 같이 경쟁적인 대회에서 매우 중요하다. 또한 코드라이버는 휠을 교체하는 등 로드 섹션과 스페셜 스테이지 간에 차량 유지보수를 수행하기도 한다.

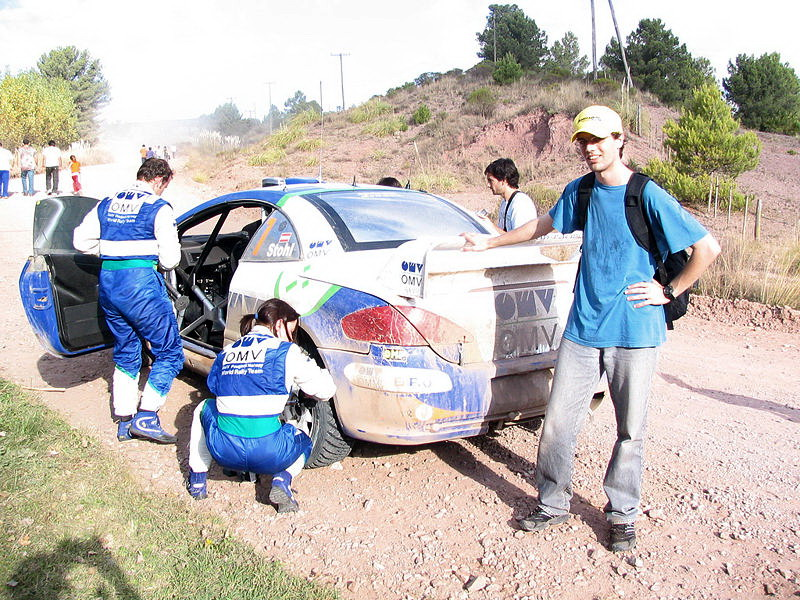
2006년 아르헨티나 랠리에서 만프레드 스톨과 코드라이버 일카 마이너가 차량의 타이어를 교체하고 있다.